# Rajdowe Samochodowe Mistrzostwa Polski 1951
W roku 1951, mistrzów Polski w rajdach wyłoniono w ramach jednego rajdu tzw. Jednodniowej Jazdy Konkursowej o Mistrzostwo Polski.
W rajdzie wystartowało 89 kierowców.

## Klasyfikacje Jednodniowej Jazdy Konkursowej 1951[2]
Klasa samochodów sportowych
| Poz. | Kierowca            | Samochód |
| ---- | ------------------- | -------- |
| 1    | Franciszek Postawka | BMW 328  |

Klasa III (do 3500 cm³)
| Poz. | Kierowca           | Samochód  |
| ---- | ------------------ | --------- |
| 1    | Zbigniew Witkowski | Chevrolet |

Klasa II (do 2200 cm³)
| Poz. | Kierowca | Samochód |
| ---- | -------- | -------- |
| 1    | Bielecki | BMW      |

Klasa I (do 1200 cm³)
| Poz. | Kierowca            | Samochód  |
| ---- | ------------------- | --------- |
| 1    | Zygmunt Skoczkowski | Fiat 1100 |

Klasa I-2 (furgony)
| Poz. | Kierowca            | Samochód |
| ---- | ------------------- | -------- |
| 1    | Stanisław Kozłowski | Skoda    |